# كوفوكو-جي
كوفوكو-جي (باليابانية: 興福寺) هو معبد بوذي في مدينة نارا، محافظة نارا اليابان.
يشكل المعبد أحد المعالم الأثرية في مدينة نارا القديمة التي تعتبر أحد مواقع التراث العالمي، وهو المقر الرئيسي لمذهب الهوسو

## تاريخ
يعود تاريخ تأسيس كوفوكوجي إلى عام 669 على يد كاغامي-نو-أوكيمي (鏡大君) زوجة فوجيوارا نو كاماتاري متمنية تعافي زوجها من المرض. موقع المعبد الأصلي كان في ياماشينا، مقاطعة ياماشيرو (حاليا كيوتو). في عام 672 تم نقل المعبد إلى فوجيوارا-كيو أول عاصمة تم بناؤها خصيصا لتصبح عاصمة في اليابان، ثم نقل مرة أخرى في عام 710 إلى العاصمة الجديدة هيجو-كيو (حاليا نارا).
لم يكن المعبد مجرد مكان للعبادة البوذية بل احتل مكانة سياسية مرموقة في الحكومة الإمبراطورية. دمر المعبد عدة مرات بسبب الحروب الأهلية والصراعات المستمرة وأعيد بناؤه مع تغييرات كثيرة عن شكله الأصلي.

## محتويات
بعض المعالم الهامة التي يحويها كوفوكو-جي هي:

### مباني
- توكوندو (東金堂) القاعة الذهبية (كنز وطني)
- برج من خمس طوابق (五重塔 غو جو نو تو) (كنز وطني)
- ببرج من ثلاث (三重塔 سان جو نو تو) (كنز وطني)
- القاعة الثمانية الشمالية (北円堂) (كنز وطني)
- القاعة السداسية الجنوبية(南円堂) (ممتلك ثقافي هام)

### تماثيل
- تمثال أسورا (كنز وطني)
- الطلاب العشر العظماء (كنز وطني)
- تمثالي تينتوكي و ريوتوكي (كنز وطني)

تمثال "تينتوكي" (شيطان يحمل فانوسا عاليا) هو أحد تمثالين ينتميان إلى مجموعة معبد كوفوكوجي، يقف إلى جانبه تمثال "ريوتوكي" (شيطان مع تنين وفانوس)، وهو يعود إلى فترة كاماكورا (1185-1333)، وكان يقف في الأصل في قاعة الصلاة الغربية، حاملا فوانيس تضيء تماثيل بوذا الرئيسية. كان هذا التمثال في الأصل مطليا باللون الأحمر، وقد صُنع من خشب الهينوكي (السرو الياباني) باستخدام تقنية يوسيغي، حيث تُجمع عدة قطع من الخشب معا. أما التمثال المرافق "ريوتوكي" (شيطان مع تنين وفانوس) فهو يحمل نقشا يشير إلى أن التمثال يرجع تاريخه إلى عام 1215 وأنه من أعمال كوبي، الابن الثالث للنحات البوذي الشهير أونكي.

## اقرأ أيضاً
- توفوكو-جي

## وصلات خارجية
- موقع كوفوكوجي الرسمي